# Dolichopeza longisetosa
Dolichopeza longisetosa är en tvåvingeart som beskrevs av Alexander 1959. Dolichopeza longisetosa ingår i släktet Dolichopeza och familjen storharkrankar.
Artens utbredningsområde är Nepal. Inga underarter finns listade i Catalogue of Life.